# Ристо Кавалиновски
Ристо Ангелов Кавалиновски е югославски партизанин и деец на комунистическата съпротива във Вардарска Македония.

## Биография
Роден е на 14 март 1922 в село Бистрица в бедно земеделско семейство. Има завършено четвърто отделение и работи в земеделието. През септември 1942 година е мобилизиран в българската армия, в която служи до март 1943 година. Пуснат е в отпуск на 12 март 1943 година, но след изтичането му не се завръща, а влиза в партизанските отряди, като седма народоосвободителна бригада. През март 1944 година напада българския участък в село Злокукяне, а Кавалиновски е тежко ранен и пленен. По-късно е убит.